# 檜物政義
檜物 政義（ひもの まさよし、1952年8月7日 ‐ ）は、日本の高校野球指導者。富山県出身。

## 来歴
当時の新湊市（現射水市）生まれ。富山県立新湊高等学校野球部では主将で遊撃手。1971年卒業、家業の仏壇漆塗業を継承すると同時に18歳で母校の野球部監督に就任。以後、1994年に退任するまで、家業に専念した1年間を除き、無報酬で監督を務めた。1980年の第62回全国高等学校野球選手権大会に母校を初の甲子園出場に導いた。この時は初戦敗退だったが、エース酒井盛政を擁して1986年は春夏連続甲子園出場を果たし、春の第58回選抜高等学校野球大会ではベスト4まで進出し新湊旋風と呼ばれた。2回戦の拓殖大学紅陵高等学校戦は、6回表まで0‐4の劣勢だったが、開き直っていこうという檜物のアドバイスからその裏に猛攻、6点を上げて逆転し、7‐4で制している。1998年からは富山国際大学付属高等学校に移り2年間野球部監督を務め、2017年11月1日からは高岡向陵高等学校野球部監督に就任した。